# Lugosi Futár
Lugosi Futár – társadalmi és kritikai riportlap. Szerkesztette Reyser Lajos, majd Tóth Gyula Lugoson 1925 és 1927 között. Művészeti szerkesztője Trolly Olivér és Reuart Revillo volt. Megjelent Bánáti Futár és A Futár címen is.